# Лазе (Велење)
Лазе (словен. Laze) су насељено место у општини Велење, Савињска регија, Словенија.

## Историја
До територијалне реорганизације у Словенији биле су у саставу старе општине Велење.

## Становништво
У попису становништва из 2011. године, Лазе су имале 410 становника.
| Број становника према пописима | Број становника према пописима | Број становника према пописима |
| ------------------------------ | ------------------------------ | ------------------------------ |
| 1991                           | 2002                           | 2011                           |
| 364                            | 422                            | 410                            |